# Бернам (Илиноис)
Бернам (енгл. Burnham) град је у америчкој савезној држави Илиноис.

## Демографија
По попису из 2010. године број становника је 4.206, што је 36 (0,9%) становника више него 2000. године.
| Група             | 2000.         | 2010.         |
| Белци             | 1.172 (28,1%) | 729 (17,3%)   |
| Афроамериканци    | 2.259 (54,2%) | 2.604 (61,9%) |
| Азијати           | 42 (1,0%)     | 23 (0,5%)     |
| Хиспаноамериканци | 635 (15,2%)   | 805 (19,1%)   |
| Укупно            | 4.170         | 4.206         |